# Liste der geschützten Lebensräume im Burgenland
Im Burgenland gibt es fünf Areale, die als geschützte Lebensräume für Pflanzen und Tiere ausgewiesen sind. Ziel ist der Schutz von Lebewesen, die in der Fauna-Flora-Habitat-Richtlinie der EU (FFH-Richtlinie) als besonders schützenswert ausgewiesen sind.

## Im Burgenländischen Naturschutz- und Landschaftspflegegesetz
Der relevante Paragraph im Burgenländischen Naturschutz- und Landschaftspflegegesetz (§ 22a) lautet wie folgt:

„§ 22a
(1) Die Landesregierung hat zwecks Bewahrung, Entwicklung oder Wiederherstellung eines günstigen Erhaltungszustandes außerhalb und - gegebenenfalls - innerhalb von Europaschutzgebieten (§ 22b) zu schützen:

1. die im Anhang I der FFH-Richtlinie angeführten und im Burgenland gefährdeten, natürlichen Lebensraumtypen von besonderem Interesse und

2. die Lebensräume der in Anhang II der FFH-Richtlinie angeführten Arten.

(2) Zum Zweck des Abs. 1 kann die Landesregierung

1. Lebensraumtypen gemäß Abs. 1 Z 1 und Lebensräume für die in Abs. 1 Z 2 genannten Arten mit Verordnung zum geschützten Lebensraum erklären sowie

2. soweit erforderlich den Schutz durch Vereinbarungen oder Förderungen (§ 75) gewährleisten.

(3) Die Verordnung gemäß Abs. 2 Z 1 hat den jeweiligen Schutzgegenstand und den Schutzzweck, die zur Erreichung des Zwecks allenfalls notwendigen Gebote und Verbote sowie Art und Umfang der Schutzbestimmungen festzulegen. § 22d (Bewilligungen und Ausnahmen, Anm.) findet sinngemäß Anwendung.“

Im Burgenland bilden die Geschützten Lebensräume eine eigene Schutzkategorie neben den eigentlichen Naturschutzgebieten, den Naturdenkmalen sowie den Landschaftsschutzgebieten und Geschützten Landschaftsteilen.
Sämtliche Bereiche liegen im Nordburgenland und betreffen Trockenrasengebiete.

## Liste
| Foto |  | Name                            | ID | Bezirk               | Standort                                          | Beschreibung | Fläche   | Datum |
| ---- |  | ------------------------------- | -- | -------------------- | ------------------------------------------------- | --- | -------- | ----- |
| 1    |  | Hölzlstein                      |    | Eisenstadt-Umgebung  | Oggau am Neusiedler See KG: Oggau Standort        | Die Kuppe des Hügels aus Kalksandstein weist eine weithin sichtbare Felsformation auf, die von Trockenrasen umgeben ist. | 2,7 ha   | 1997  |
| 1    |  | Mattersburger Kogel             |    | Mattersburg          | Mattersburg KG: Mattersburg GrStNr: 4725 Standort | Das hügelige Gelände ist ein Trockenrasengebiet. Zu den Besonderheiten gehören Hummel-, Bienen- und Fliegen-Ragwurz (Ophrys holoserica, apifera, insectifera), Helmknabenkraut (Orchis militaris), Brandknabenkraut (Orchis ustulata) und Fransenenzian (Gentianella ciliata). | 0,86 ha  | 1997  |
| 0 BW |  | Rochuskapelle und Hetscherlberg |    | Freistadt Eisenstadt | KG: St. Georgen Standort                          | Zwei getrennte Trockenrasengebiete, die die Überreste einer ehemals zusammenhängenden Hutweide bilden. Zu den Besonderheiten gehören Frühlings-Adonisröschen (Adonis vernalis), Große und Schwarze Kuhschelle (Pulsatilla grandis und P. nigricans), Kopfnelke (Petrorhagia prolifera), Diptam (Dictamnus albus), sowie der Orchideenarten Riemenzunge (Himantoglossum adriaticum), Helm-Knabenkraut (Orchis militaris) und Purpur-Knabenkraut (Orchis purpurea), Hummel-Ragwurz (Ophrys holoserica), Fliegen-Ragwurz (Ophrys insectifera) und Braunroter Stendelwurz (Epipactis atrorubens).Anmerkung: Die hier verwendeten Koordinaten sind die der Rochuskapelle. | 17,72 ha | 2005  |
| 1    |  | Stotzinger Heide                |    | Eisenstadt-Umgebung  | Stotzing KG: Stotzing GrStNr: 597/2 Standort      | Die Fläche besteht aus fossilem Leithakalk und weist Trocken- und Magerwiesen sowie vereinzelte Sträucher auf. Dominiert wird das Gebiet von der Trespe (Bromus erectus), daneben gibt es den Furchen-Schwingel (Festuca rupicola) und die Erd-Segge (Carex humilis). Kleinwüchsige und blütenreiche Kräuter, die hier gedeihen sind Feinblatt-Lein (Linum tenuifolium), Hochstendel-Kugelblume (Globularia punctata), Dorn-Hauhechel (Ononis spinosa), Steppen-Glockenblume (Campanula sibirica), Bart-Wachtelweizen (Melampyrum barbatum). Es gibt ein großes Vorkommen von Orchideen, besonders Hummel-Ragwurz (Ophrys holoserica), Fliegen-Ragwurz (Ophrys insectifera), Spinnen-Ragwurz (Ophrys sphegodes), Brand-Knabenkraut (Neotinea ustulata) u. a. m. Außerdem ist die Fläche ein Schutzgebiet für den Ziesel (Spermophilus citellus).Anmerkung: Bgld. LGBl. Nr. 53/2006 | 29 ha    | 2006  |
| 1    |  | Weißes Kreuz                    |    | Eisenstadt-Umgebung  | Großhöflein KG: Großhöflein Standort              | Das Trockenrasengebiet liegt zwischen dem Ort und den Wäldern des Leithagebirges. Es zeichnet sich durch basiphilen Kalk-Pionierrasen, Kalk-Trockenrasen, subpannonischen Steppen-Trockenrasen und Pannonische Flaumeichenwälder aus.Anmerkung: Das Kreuz als solches steht unter Denkmalschutz. Die hier verwendeten Koordinaten sind die des Kreuzes. | 2,3 ha   | 2010  |